# Bernart Marti
Bernart Marti fut l'un des premiers troubadours connus, actif dans la première moitié du XIIe siècle. Il fut vraisemblablement un jongleur, qui reprit les thèmes alors à la mode du sirventes moral, imitant ainsi Marcabru.
On a proposé une identification avec un moine enlumineur de la région de Poitiers, puisque lui-même, dans l'un de ses poèmes, s'est fait appeler « Bernart Marti Lo Pictor » - le peintre.

## References
1. ↑  Troubadours and Irony: Bernart Marti, Cambridge University Press